# Harumi Takahashi

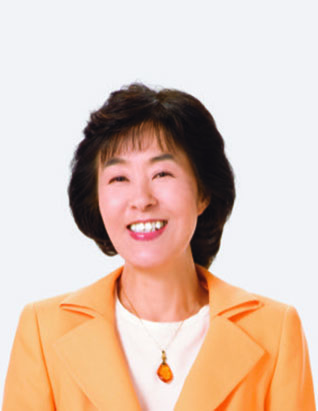
Harumi Takahashi, 2021

Harumi Takahashi (jap. 高橋 はるみ, Takahashi Harumi; * 6. Januar 1954 in Toyama) ist eine japanische Politikerin und seit 2019 Mitglied für Hokkaidō im Senat, dem Oberhaus des japanischen Nationaltags, wo sie der Liberaldemokratischen Partei (LDP) angehört. Vorher war sie von 2003 bis 2019 für vier Amtszeiten Gouverneurin von Hokkaidō.
Takahashi ist die Tochter von Nitta Shichirō, Präsident von Nihonkai Gas und Gründer von INTEC. Sie schloss 1976 ihr Studium an der wirtschaftswissenschaftlichen Fakultät der Hitotsubashi-Universität ab. Danach wurde sie Beamtin im MITI. Ab 1985 arbeitete sie am Atlantic Institute in Paris. 2000 kehrte sie für die KMU-Behörde des MITI nach Japan zurück, ab Januar 2001 leitete sie die Außenstelle Hokkaidō des MITI (ab 6. Januar METI) in Sapporo, ein Jahr später wurde sie dann Leiterin des Forschungsinstitut des Ministeriums (Research Institute of Economy, Trade and Industry, RIETI).
Takahashis Kandidatur bei der Gouverneurswahl in Hokkaidō am 13. April 2003 wurde von den Regierungsparteien LDP, Kōmeitō und Neuer Konservativer Partei unterstützt. In einem breiten Feld aus neun Kandidaten wurde sie mit 798.317 Stimmen (29,29 %) und rund 60.000 Stimmen Vorsprung vor Yoshio Hachiro gewählt, der die Unterstützung der drei größten Oppositionsparteien genoss. Sie wurde 2007 und 2011 mit deutlichen Mehrheiten wiedergewählt. Im Vorfeld des G8-Gipfels in Tōyako 2008 äußerte Takahashi als Gouverneurin der Gastgeberpräfektur die Hoffnung, dass der Besuch des russischen Präsidenten zu einer Lösung des Kurilenkonflikts beitragen könnte. Die Gouverneurswahl 2015 gewann Takahashi mit 56,6 % der Stimmen vergleichsweise knapp gegen den oppositionsgestützten Journalisten Noriyuki Satō.
Im Dezember 2018 kündigte sie an, bei der bevorstehenden Gouverneurswahl im April 2019 nicht mehr für eine fünfte Amtszeit zu kandidieren, um stattdessen bei der Senatswahl im Juli 2019 einen Wechsel in die nationale Politik zu versuchen. Sie trat am 18. Dezember 2018 der LDP bei.
Bei der Senatswahl erhielt sie mit 34,4 % den mit Abstand höchsten Stimmenanteil und war sicher gewählt.